# Viktorija Lopyrjova
Viktorija Petrovna Lopyrjova (russisk: Виктория Петровна Лопырёва, tr. Viktorija Petrovna Lopyrjova; født 26. juli 1983 i Rostov ved Don, daværende Sovjetunionen (nuværende Rusland) er en russisk model, populær tv-værtinde og skønhedsdronning, vinder af Miss Rusland 2003 og en overgang kortvarigt direktør for Miss Rusland konkurrencen.
I 2006 var hun værtinde for Miss Europe som blev afholdt i Ukraine. I 2008 deltog hun i et russisk realityshow som er den russiske udgave af Robinson Ekspeditionen, på russisk kaldt for Den sidste helt.